# 大政 (私年号)
大政（たいせい）は、幕末に使用された私年号。1868年旧6月 - 旧9月。

## 西暦・干支との対照表
| 大政 | 元年   |
| 西暦 | 1868年 |
| 干支 | 戊辰   |
| 慶応 | 4年    |